# Guld och gröna skogar (musikalbum)
Guld och gröna skogar är ett musikalbum av Hasse Andersson och Kvinnaböske Band, släppt 2015.

## Låtlista
1. Guld och gröna skogar
2. God morgon
3. Längs med vägen
4. Då ska jag kyssa alla granna töser
5. I hjärtat av Bjäreland
6. Det är vår igen
7. Hur blir det sen
8. Hej lilla gumman
9. Vem ska berätta för barnen
10. Ett under par
11. Tokiga Ida
12. En orolig outro

## Medverkande musiker
- Hasse Andersson, Sång & Gitarr
- Johan Pihleke, Gitarr, mandolin, banjo
- Peter Fältskog, Trummor
- Calle Magnusson, Bas
- Niclas Brandt, Piano
- Thomas Haglund, Fiol

## Listplaceringar
| Lista (2015) | Topplacering |
| ------------ | ------------ |
| Sverige      | 1            |

### Fotnoter
1. ↑  ”Guld och gröna skogar”. Swedishcharts. 25 februari 2015. http://www.swedishcharts.com/showitem.asp?interpret=Hasse+Andersson&titel=Guld+och+gr%F6na+skogar&cat=a. Läst 15 mars 2015.